# Gondogeneia redfearni
Gondogeneia redfearni is een vlokreeftensoort uit de familie van de Pontogeneiidae. De wetenschappelijke naam van de soort is voor het eerst geldig gepubliceerd in 1974 door Thurston.